# Distrito de Kendujhar
Kendujhar (en oriya: କେନ୍ଦୁଝର ଜିଲା) es un distrito de la India en el estado de Orissa. Código ISO: IN.OR.KJ.
Comprende una superficie de 8336 km².
El centro administrativo es la ciudad de Kendujhar.

## Demografía
Según censo 2011 contaba con una población total de 1802777 habitantes, de los cuales 895 642 eran mujeres y 907 135 varones.